# Калайтан Антон Юрійович
Антон Юрійович Калайтан (нар. 12 листопада 1998, Київ, Україна) — український футболіст, нападник футбольного клубу «Полісся Ставки»

## Життєпис
Народився у Києві. Основна позиція — крайній півзахисник. Може також зіграти як у центрі нападу, так і на позиції «десятки».

### Спортивна кар'єра

#### Ранні роки
Почав займатися футболом у «Арсеналі» (перший тренер — Романюк Роман Володимирович). У чемпіонаті ДЮФЛУ за київський клуб провів 36 матчів, в яких забив десять м'ячів. У віці 16-ти років перейшов до академії румунського «Стяуа» (Бухарест), де провів півтора роки та здебільшого грав за команду U-19. Взимку 2017-го року підписав перший професійний контракт із румунським клубом «Астра» (Джурджу), де впродовж року грав за молодіжну команду. Після цього перебрався до Німеччини, де виступав за аматорські команди (клуби регіональної ліги) «Теніс Боруссія» (Берлін) та ФК «Кобленц».

#### Продовження
Після повернення на Батьківщину виступав за представника аматорського чемпіонату України: «Рубікон» (Київ). Взимку 2020 року перебував у тренувальному таборі харківського «Металіст 1925», але через карантин до підписання контракту справа з першої спроби так і не дійшла. Проте вже перед стартом нового сезону Антон таки став гравцем «жовто-синіх», а вже у березні 2021 року підписав контракт з футбольним клубом «Буковина» (Чернівці).
У липні того ж року знову став гравцем клубу «Рубікон», проте на відміну від минулого разу, команда вже виступала на професіональному рівні. Однак через незначний час разом з головним тренером і рядом інших гравців уклав трудові відносини із донецьким «Олімпіком». В літнє міжсезоння 2022 року перебував на перегляді в клубах: «Оболонь», ПФК «Львів» та «Буковина», проте вже у серпні знову став гравцем київського «Рубікона», де грав до кінця року.
Влітку 2023 року став гравцем аматорського клубу «Штурм» (Іванків). 
Взимку 2024 року приєднався до аматорського футбольного клубу "Полісся" (Ставки).

## Досягнення
- Бронзовий призер Першої ліги України: 2020/21 (1-а ч. с.)